# Euploea thoosa
Euploea thoosa är en fjärilsart som beskrevs av Jacob Hübner 1820-1826. Euploea thoosa ingår i släktet Euploea och familjen praktfjärilar. Inga underarter finns listade i Catalogue of Life.